# NGC 1993
NGC 1993 est une galaxie lenticulaire située dans la constellation du Lièvre. NGC 1993 a été découverte par l'astronome germano-britannique William Herschel en 1785.

## Caractéristiques
Sa vitesse par rapport au fond diffus cosmologique est de 3 184 ± 19 km/s, ce qui correspond à une distance de Hubble de 47,0 ± 3,3 Mpc (∼153 millions d'al).
À ce jour, une mesure non basée sur le décalage vers le rouge (redshift) donne une distance d'environ 51,500 Mpc (∼168 millions d'al). Cette valeur est à l'INtérieur des valeurs de la distance de Hubble.